# Chiesa di San Pellegrino (Reggio Emilia)
La chiesa di san Pellegrino è lo storico luogo di culto cattolico dell'omonimo quartiere di Reggio Emilia e fa parte del Vicariato urbano della diocesi di Reggio Emilia-Guastalla. L'attuale chiesa parrocchiale risale al XVIII secolo e forma l’unità pastorale Santa Maria Maddalena insieme alla vicina chiesa di Gesù Buon Pastore. Alla chiesa si affiancano l’edificio della canonica e diverse opere parrocchiali fra cui un nido-scuola dell'infanzia, un cinema, una casa di riposo e un campo sportivo.

## Storia
Le origini della chiesa sembrano risalire all’epoca longobarda. Durante alcuni lavori di ampliamento a destra dell’altare maggiore si è scoperto l’antico muro del precedente oratorio in laterizi romani. Una chiesa intitolata a questo santo è nominata come soggetta alla Canonica di Santa Maria, la cattedrale della città, nell’857. 
Altre attestazioni della sua esistenza risalgono alla fine del 1500 quando fu restaurata da Alfonso Isacchi, chierico,  figlio del più noto Gian Battista, ingegnere al servizio di Pico della Mirandola e di Alfonso II d'Este, inventore di armi e progettista di feste.
La parrocchia fu istituita solo a seguito della soppressione di alcune parrocchie cittadine situate all’interno delle mura da parte del vescovo Gian Maria Castelvetri durante il ducato di Francesco III d'Este (1769). Una di queste era quella di santa Maria Maddalena che estendeva il suo territorio fuori dalla porta Castello nelle zone circostanti l’oratorio di san Pellegrino. Fu creato un Consorzio con l’incarico della nuova costruzione a proprie spese nel luogo in cui sorgeva l’oratorio della chiesa, che la bolla vescovile del 28 giugno 1791 elevò formalmente a parrocchia. A san Pellegrino vennero assegnati alcuni arredi appartenenti alla parrocchia soppressa. 
Nel 1776 fu edificata la chiesa attuale, ad opera dell’architetto reggiano Giuseppe Barlaam Vergnani, che lavorò anche per la cattedrale della città nelle volte a botte delle navate che coprirono le originarie crociere, progettò la nuova biblioteca del Capitolo e restaurò le arcate del loggiato di epoca rinascimentale del palazzo dei canonici. 
Nel 1929 si svolse la liturgia di dedicazione della chiesa. 
Durante la seconda guerra mondiale, grazie al parroco don Angelo Cocconcelli, la canonica fu utilizzata per gli incontri dei membri del Comitato di Liberazione Nazionale provinciale. Da qui, passò il 10 gennaio 1944 don Pasquino Borghi, medaglia d’oro della Resistenza, per chiedere medicine e aiuti al Comitato per le persone che ospitava nella sua canonica di Tapignola. Qui venne avvisato da don Cocconcelli e da Giuseppe Dossetti che era controllato dai fascisti, gli suggerirono di allontanare i suoi ospiti, ma don Borghi si rifiutò di farlo. Venne arrestato pochi giorni dopo, il 21 gennaio, incarcerato e poi fucilato il 30 gennaio presso il poligono di tiro di Reggio Emilia. Nella sagrestia è custodito l’abito talare che indossava al momento della fucilazione e nei locali adiacenti alla canonica è stato allestito un piccolo museo che lo ricorda. 

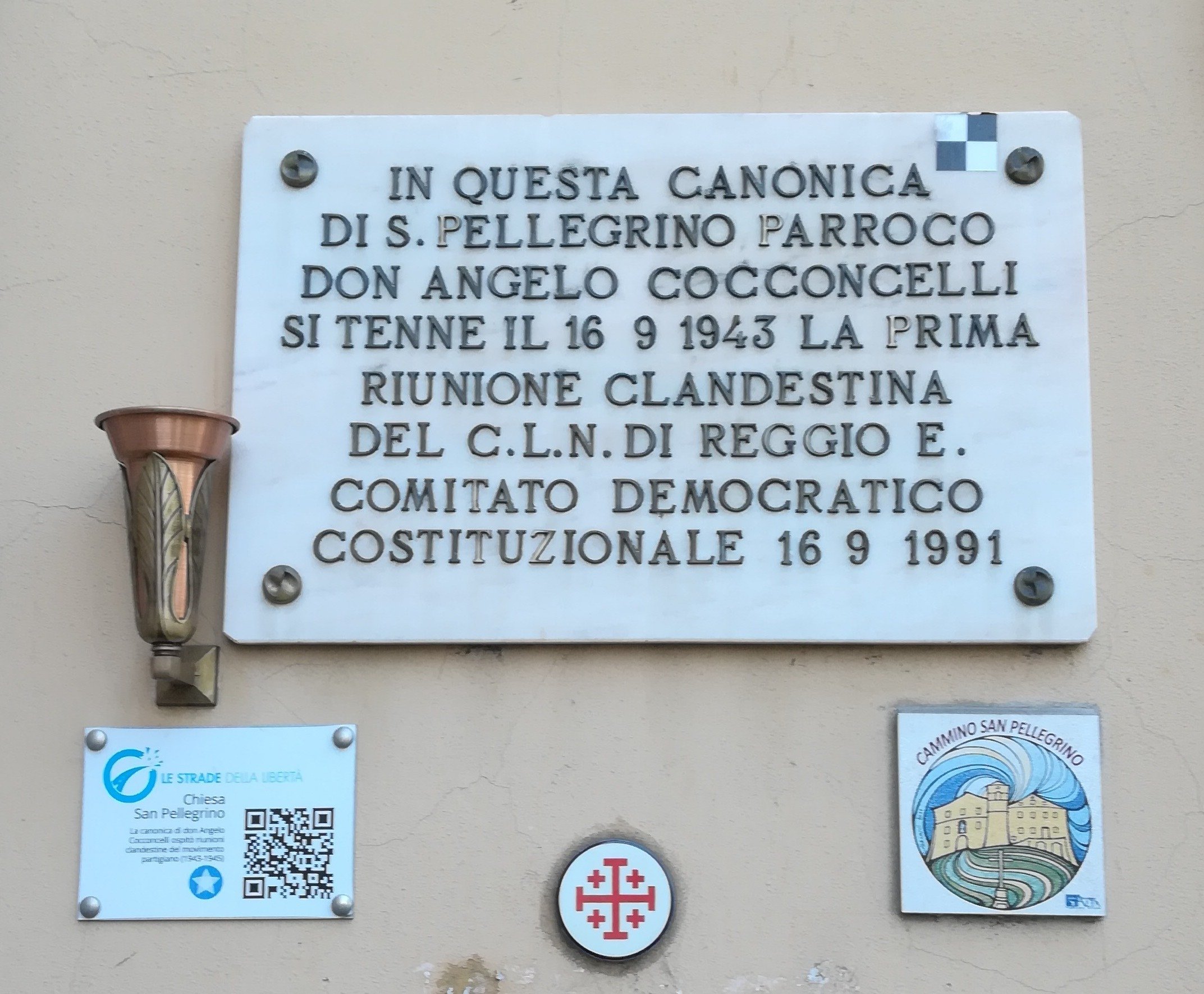
Targa a memoria dell'incontro del Comitato di Liberazione Nazionale nella canonica di San Pellegrino del 16 settembre 1943

## Descrizione

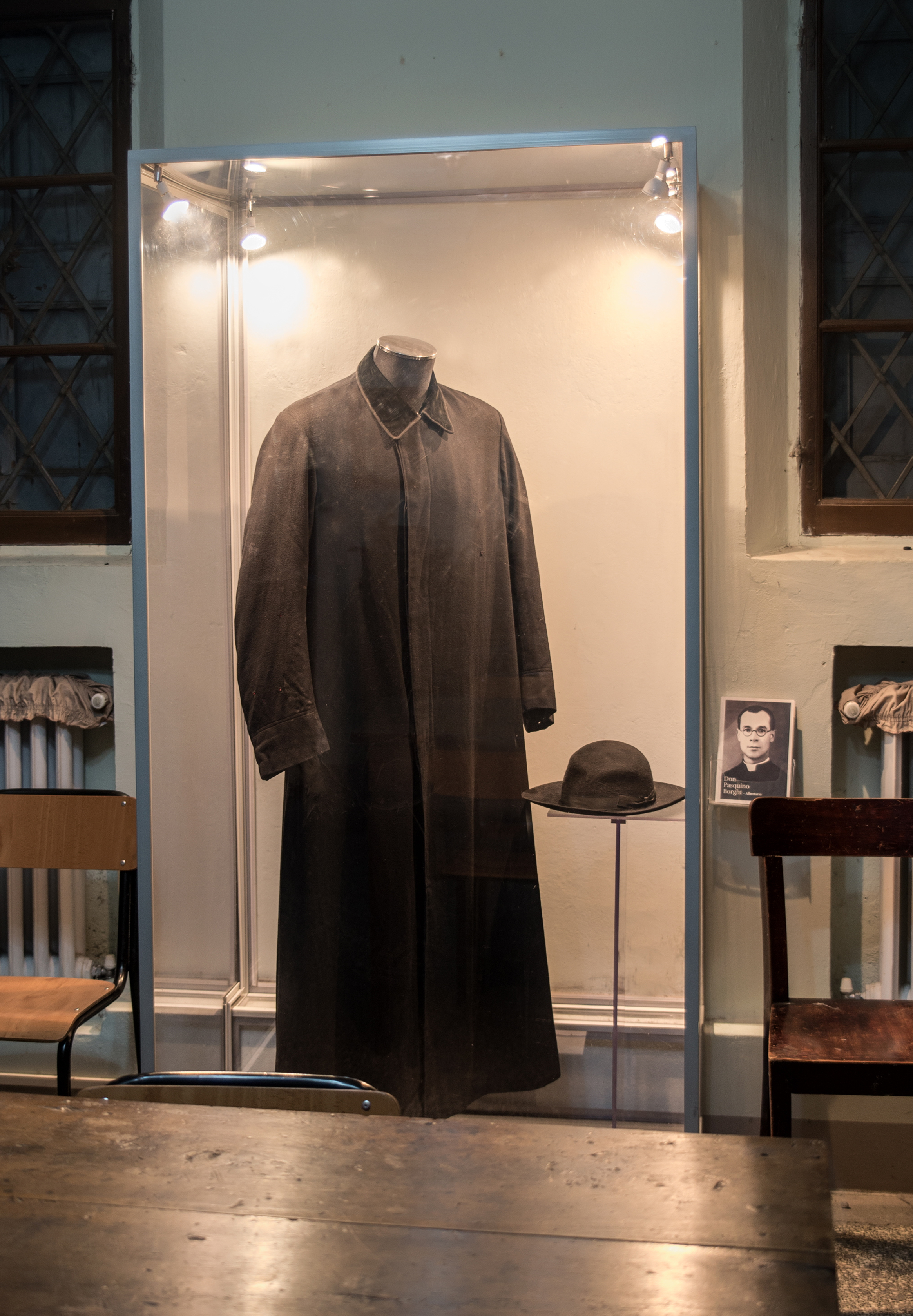
Abito talare di don Pasquino Borghi, custodito nella sagrestia della chiesa di San Pellegrino a Reggio Emilia. E' l'abito indossato il giorno della sua fucilazione (30 gennaio 1944), avvenuta presso il poligono di Tiro della città. Sono visibili i fori dei proiettili e tracce di sangue.

La sobria facciata e divisa in tre parti da due lesene ed è illuminata da una finestra posta sopra il portale d’ingresso. L’interno è costituito da una navata su cui si affacciano due altari laterali, uno dedicato a Gesù Sacro Cuore e l’altro a Maria, Beata Vergine del Rosario. L’abside dietro l’altare maggiore è stata ampliata negli anni ‘50 e sono stati aggiunti alcuni stalli nel coro conformi a quelli originali del 1870, realizzati da Lorenzo Ruozi. Nel 1961 è stato collocato nel coro l’organo attuale.  Al centro dell’abside si trova il quadro di Lorenzo Franchi che raffigura san Pellegrino.
La chiesa nacque come una parrocchia di campagna, senza un programma iconografico preciso. Vennero utilizzate opere d’arte di recupero.

### Interno

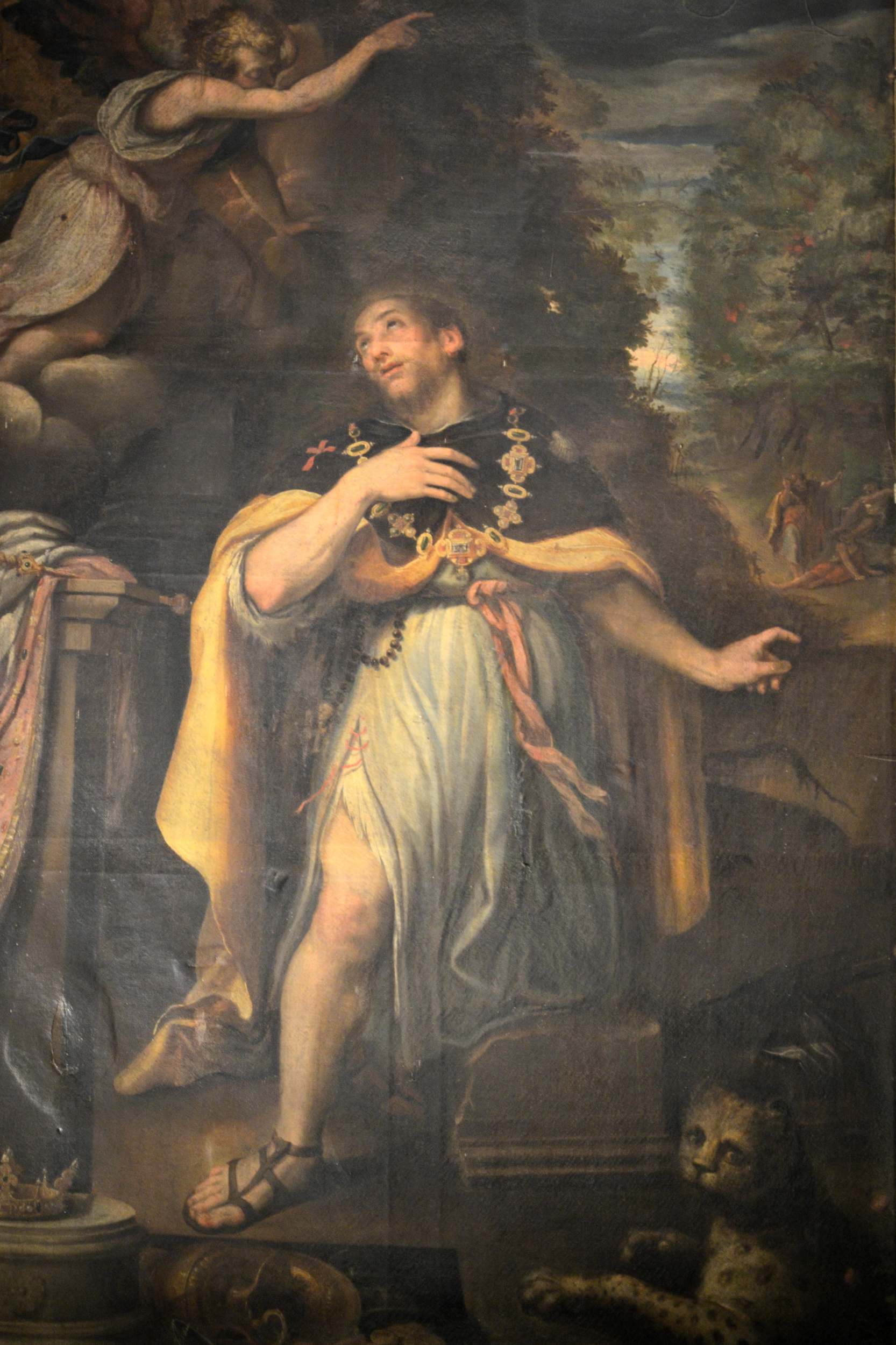
Lorenzo Franchi, San Pellegrino (primi decenni del 1600).

Nell’abside, al centro, si colloca la pala d'altare di Lorenzo Franchi, risalente ai primi decenni del 1600, raffigurante san Pellegrino, a cui l’edificio è dedicato. Ai lati le opere di Luigi Spagni, fine 1800, Santi Giuseppe sposo di Maria, Luigi e Bernardino da Siena e di Fausto Beretti, Copia da Rubens, Cristo in croce tra i due ladroni. Il coro ligneo, opera dei falegnami Ruozi, fu ampliato da Michele Bianco nel 1957.
L’organo, della ditta Zarantonello di Cornedo Vicentino, fu regalato dai parrocchiani nel 1961 per sostituire quello precedente in pessime condizioni. Venne quindi collocato nel coro, mentre prima si trovava in una delle due cantorie, demolite dopo l'ampliamento dell'abside.
Lungo i lati della navata, nella parete sud si trova l’altare della Beata  Vergine. In una nicchia si trova la statua della Vergine del rosario col bambino in braccio e tutt’intorno, di Autore ignoto, sono collocati 15 tondi lignei raffiguranti i misteri del rosario
A destra di questo altare, di Autore ignoto (provenienza: Castello di Guiglia, Mo), Crocifisso tra Maria e Giovanni e un uomo (Adamo?) ai piedi della croce, a sinistra di Gerolamo Massarini, 1694, (proveniente da un Oratorio, zona di Coviolo), Sant’Antonio da Padova adora la Vergine e il bambino, insieme a san Gerolamo e san Giuseppe.
Lungo la medesima parete si trovano anche un Crocifisso ligneo, di Autore ignoto, e un ritratto di Giovanni XXIII, opera di Nanni Tedeschi.
Dalla parte opposta è collocato l’altare del Sacro Cuore, la cui pala risale al 1885, opera di Tommaso Ottavi, e raffigura Santa Margherita Maria Alacoque inginocchiata davanti a Gesù che le mostra il suo sacro Cuore.
In una nicchia sotto la pala: Crocifisso nero, riproduzione del crocifisso di Latiano (BR) su commissione dell’artigiano Michele Bianco ed eredi.
A destra dell’altare, tela di Giuseppe Pedretti, prima metà del 1700, Gesù crocifisso con i santi Giovanni Nepomuceno, Camillo de Lellis e sullo sfondo la città di Praga. Commissionato per la chiesa cittadina (scomparsa) di San Lorenzo, poi passato a Sant’Agostino da cui fu donato a san Pellegrino
A sinistra, di Autore ignoto, Decollazione di san Giovanni Battista (provenienza Castello di Guiglia, Mo).
Nella controfacciata, a destra del portale è collocato il Fonte battesimale di Carmela Adani, (1921), e sopra all’ingresso la copia fotografica dell’affresco della chiesa parrocchiale di Sesso raffigurante la lotta tra la donna dell’Apocalisse e il drago.
Nel presbiterio l’altare maggiore è di scagliola policroma, opera dei fratelli Tondelli (1870); sul lato meridionale, di autore ignoto, una pala raffigurante una Crocifissione (copia da Pietro Desani), sul lato opposto le canne dell’organo. Nelle cappelline laterali: nel lato nord, di Autori ignoti,due piccole tele raffiguranti una San Prospero e l’altra Santa Rita, nel lato sud, nella cappella antistante la sagrestia sono collocati alcuni pannelli sulla vicenda di don Pasquino Borghi e delle altre vittime dell’esecuzione fascista del 30 gennaio 1944, a cura di Istoreco. Sulla parete, di Autore ignoto, San Giovanni Bosco.